# Lapazphylus
Lapazphylus is een geslacht van wantsen uit de familie van de Miridae (Blindwantsen). Het geslacht werd voor het eerst wetenschappelijk beschreven door Carvalho & Costa in 1992.

## Soorten
Het genus is monotypisch en bevat alleen de volgende soort:

- Lapazphylus lapazensis Carvalho & Costa, 1992